# Georgian Airways
Georgian Airways (mã IATA = A9, mã ICAO = TGZ) là hãng hàng không nhân của Gruzia, trụ sở ở Tbilisi. Hãng có căn cứ ở Sân bay quốc tế Tbilisi và có các tuyến đường quốc tế từ Gruzia tới một số nước châu Âu và vùng Trung Đông.

## Lịch sử

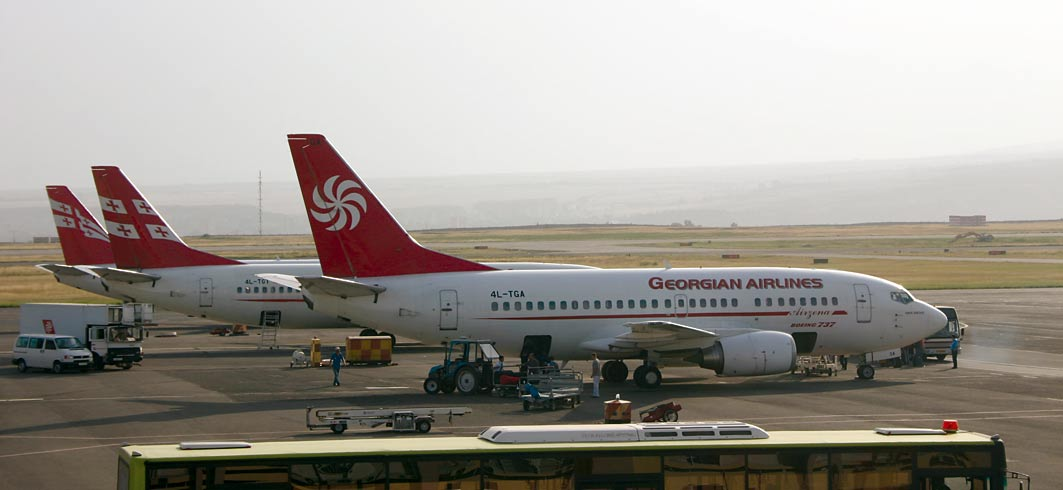
Máy bay Boeing 737 của Georgian Airways ở Sân bay quốc tế Tbilisi

Hãng được thành lập năm 1994 với tên ban đầu là "Airzena" và bắt đầu hoạt động từ tháng 9 năm 1994 bằng các chuyến bay thuê bao. Năm 1997 hãng bắt đầu mở các tuyến đường chở khách thường xuyên. Tháng 11 năm 1999 hãng hợp nhất với "Air Georgia" trở thành "Airzena Georgian Airlines". Ngày 1.10.2004 hãng đổi tên thành "Georgian Airways".

## Các nơi đến
(Tháng 2/2008):
- Áo

- Viên

- Azerbaijan

- Baku

- Belarus

- Minsk

- Các Tiểu vương quốc Ả rập Thống nhất

- Dubai

- Đức

- Frankfurt
- München

- Gruzia

- Batumi
- Tbilisi

- Hà Lan

- Amsterdam

- Hy Lạp

- Athens

- Israel

- Tel Aviv

- Nga

- Moskva

- Pháp

- Paris

- Ukraina

- Kiev

## Đội máy bay
(Tháng 4/2008):
- 1 Boeing 737-300
- 1 Boeing 737-400
- 1 Boeing 737-500
- 2 Bombardier CRJ100
- 1 Bombardier CRJ200
- 1 Yakovlev Yak-40
- 1 Yakovlev Yak-42D